# New South Wales Open gennaio 1974
Il New South Wales Open del gennaio 1974 è stato un torneo di tennis giocato sull'erba. È stata l'82ª edizione del torneo. Il torneo femminile ha fatto parte del Women's International Grand Prix 1974. Si è giocato a Sydney in Australia 29 dicembre 1973 al 6 gennaio 1974.

## Campioni

### Singolare maschile
Geoff Masters ha battuto in finale  Colin Dibley con il punteggio di 6–1, 6–4, 6–2.

### Singolare femminile
Karen Krantzcke ha battuto in finale  Evonne Goolagong Cawley con il punteggio di 6–2, 6–3.

### Doppio femminile
Ann Kiyomura /  Kazuko Sawamatsu hanno battuto in finale  Janet Fallis /  Pam Whytcross con il punteggio di 6–3, 6–3.

### Doppio maschile
Colin Dibley /  Björn Borg hanno battuto in finale  John Marks /  Geoff Pollard con il punteggio di 6–2, 6–4.